# Itoplectis conquisitor
Itoplectis conquisitor är en stekelart som först beskrevs av Thomas Say 1835.  Itoplectis conquisitor ingår i släktet Itoplectis och familjen brokparasitsteklar. Inga underarter finns listade i Catalogue of Life.